# Palisade (Minnesota)
Palisade è un comune degli Stati Uniti d'America, situato nello Stato del Minnesota, nella Contea di Aitkin.

## Storia
Palisade fu incorporata nel 1922. L'ufficio postale venne aperto nel 1910. Palisade fu chiamata così da un funzionario della Soo Line Railroad a causa dell'alto terrapieno su entrambi i lati del fiume Mississippi.